# Historia del Hamburgo S.V.

## Inicios hasta la Segunda Guerra Mundial
El Hamburger Sport-Verein (HSV) remonta su origen a la fusión del Der Hohenfelder Sportclub y el Wandsbek-Marienthaler Sportclub el 29 de septiembre de 1887 para formar el SC Germania Hamburg, al que normalmente se hace referencia como SC Germania. Este fue el primero de tres clubes que se fusionaron el 2 de junio de 1919 para crear el HSV en su forma actual. El Hamburgo en su estatus de club reconoce la fundación del SC Germania como su propia fecha de origen. Los otros dos clubes en la fusión de junio de 1919 fueron el Hamburger FC fundado en 1888 y el FC Falke Eppendorf que se remonta a 1906. La fusión se produjo debido a que los clubes se habían visto gravemente debilitados por el impacto de la Primera Guerra Mundial en personal y las finanzas y no podían continuar como entidades separadas.
El SC Germania se formó originalmente como un club de atletismo y no comenzó a jugar al fútbol hasta 1891, cuando algunos ingleses se unieron al club y lo introdujeron. El club tuvo su primer éxito en 1896, ganando el campeonato Hamburg-Altona por primera vez luego lo conseguiría cuatro veces más. El jugador alemán Hans Nobiling emigró a Brasil a finales del siglo XIX, donde se convirtió en un importante pionero del juego, pieza clave en la fundación de SC Internacional, el tercer club más antiguo del país que se convirtió en parte del São Paulo F.C. en 1938 y SC Germânia de São Paulo, que más tarde se convirtió en el E.C. Pinheiros uno de los principales clubes deportivos de Brasil.
El Hamburgo SC 1888 fue fundado por estudiantes el 1 de junio de 1888. Posteriormente tuvo vínculos con un equipo juvenil llamado FC Viktoria 95 y, durante la Primera Guerra Mundial, fue temporalmente conocida como Viktoria Hamburg 88. El SC Germania y Hamburgo SC 1888 estaban entre los 86 clubes que fundaron la Deutscher Fußball-Bund (DFB; Asociación de Fútbol Alemana) en Leipzig el 28 de enero de 1900. El FC Falke fue fundado por estudiantes en Eppendorf el 5 de marzo de 1906, pero nunca fue un equipo exitoso y jugó en ligas inferiores.
El recién formado Hamburgo SV se convirtió rápidamente en un club competitivo y disputó la final nacional de 1922 contra el 1. FC Nürnberg, que jugaba por su tercer título consecutivo. El juego fue cancelado debido a la oscuridad después de tres horas y diez minutos de juego, empatados en 2-2. La reanudación entró en tiempo extra, y en una era que no permitía sustituciones, ese juego fue cancelado en 2-2 cuando Núremberg se quedó con sólo siete jugadores (dos resultaron heridos, dos habían sido expulsados) y el árbitro falló que no podían continuar. Luego de discusiones considerables sobre la decisión la DFB adjudicó la victoria a HSV, pero les instó a rechazar el título en nombre de la buena deportividad. En última instancia, el trofeo Viktoria no fue presentado oficialmente ese año.
El primer éxito de HSV se logró en el campeonato de fútbol alemán de 1923 cuando ganaron el título nacional contra el Unión Oberschöneweide. No lograron defender el título en 1924, perdiendo la final en Núremberg, pero levantaron de nuevo al Viktoria en 1928 cuando derrotaron al Hertha BSC 5-2 en el Altonaer Stadion en la final.
La toma del poder por los nazis condujo a cambios significativos en la liga de fútbol alemán. Hubo 16 ligas regionales que se implementaron con el nombre de Gauliga, estas eran las categorías más altas en el escalafón de campeonatos en el fútbol alemán.
Hamburgo disfrutó del éxito local en la Gauliga Nordmark, también conocida como la Gauliga Hamburg, ganando el campeonato de liga en 1937, 1938, 1939, 1941 y 1945. A nivel nacional el club no tuvo éxito perdiendo las semifinales en 1938 Y 1939 sus mejores actuaciones en este período. Su principal rival en la Gauliga en esos años fue el Eimsbütteler TV.
Su máximo goleador y figura por estos años era Rudolf Noack, el goleador del equipo en varias oportunidades.

## Posguerra y el dominio en la Oberliga

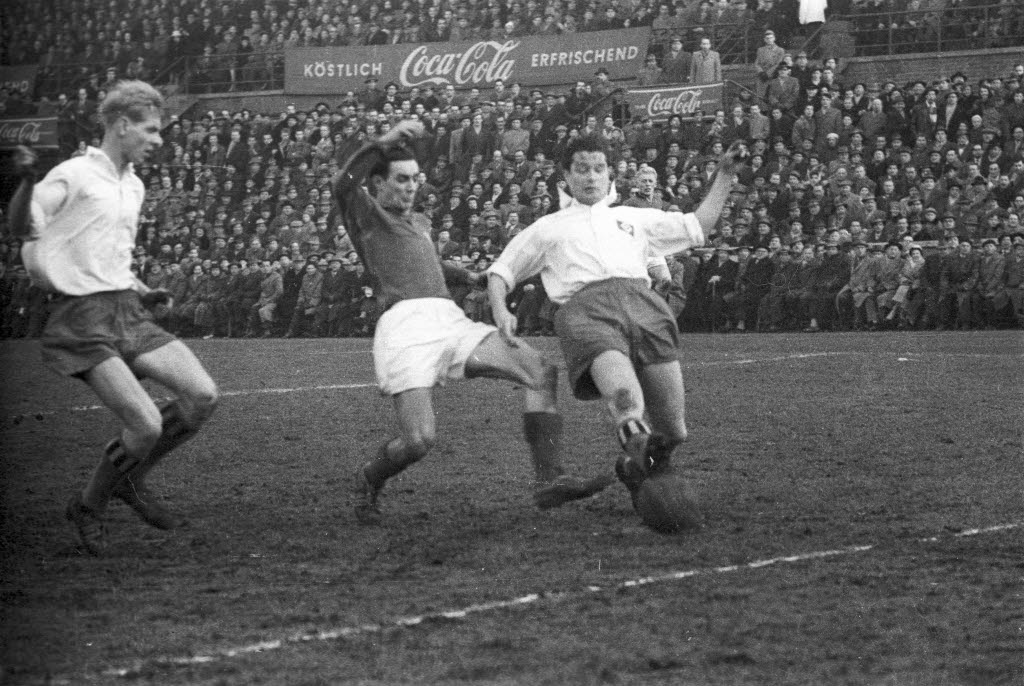
El Hamburgo vence al Holstein Kiel en un partido de Oberliga en 1957.

La primera temporada posguerra del Hamburgo fue en la recién formada Stadtliga Hamburg donde ganó un campeonato en 1946. El club también ganó el recién creado campeonato de la zona de ocupación británica en 1947 donde venció por 1:0 en Düsseldorf al Borussia Dortmund y en 1948 ganándole en la final al otro equipo de la ciudad, el FC St. Pauli por 6:1, después de ir perdiendo al descanso por 2:1, estos dos campeonatos fueron las únicas dos temporadas de esta competición.
El HSV se convirtió en el primer equipo alemán en recorrer los Estados Unidos después de la Segunda Guerra Mundial en mayo de 1950 y salió con un récord de 6-0.
Jugando en el Oberliga Nord después de la reanudación de la liga posguerra en Alemania Occidental en 1947, el Hamburgo se convirtió en un club regional aterradoramente dominante. En 16 temporadas de 1947-48 a 1962-63, lograron el título de la Oberliga 15 veces, solamente en la temporada 1953-54 quedaron en el 11° lugar algo totalmente inusual, donde el Hannover 96 se alzó con el título. Durante este período, anotaron más de 100 goles en cada una de las temporadas de 1951, 1955, 1961 y 1962. En 1953, debutaba el goleador y líder del equipo, Uwe Seeler. En nueve temporadas, anotó 267 goles en 237 partidos de la Oberliga.
En este periodo comenzó a incrementarse la rivalidad con el Werder Bremen ya que era el equipo que le disputaba los campeonatos, aunque en ninguna ocasión logró hacerse con uno.
Los títulos nacionales, sin embargo, eran más difíciles de conseguir. En 1956, el HSV alcanzó la final de la DFB-Pokal pero fue superado por el Karlsruher SC. Seguido por las finales pérdidas del campeonato nacional ante el Borussia Dortmund en 1957 y el Schalke 04 en 1958.
En 1960, el equipo se convirtió en campeón alemán por primera vez desde 1928, derrotando al 1. FC Colonia por 3-2 en la final del campeonato. Seeler, que anotó dos goles en la final, fue nombrado Jugador del Año de Alemania Occidental.
Como campeones nacionales, el HSV representó a Alemania Occidental en la Copa de Campeones de Europa 1960-61. El primer partido del club en la competición europea fue una derrota de 5-0 contra el club suizo BSC Young Boys en Berna, logró darle vuelta con un 8-3 en el marcador global. En cuartos de final, derrotó al campeón inglés Burnley antes de ser derrotado 1-0 por el Barcelona en la fase de semifinales en un partido de playoff —tercer partido— después de quedar igualados en los dos partidos 2-2 en el marcador global. La multitud de 77 600 en el Volksparkstadion para el partido de ida contra el Barcelona sigue siendo la asistencia récord para un partido en casa del Hamburgo.

## Entrada en la Bundesliga

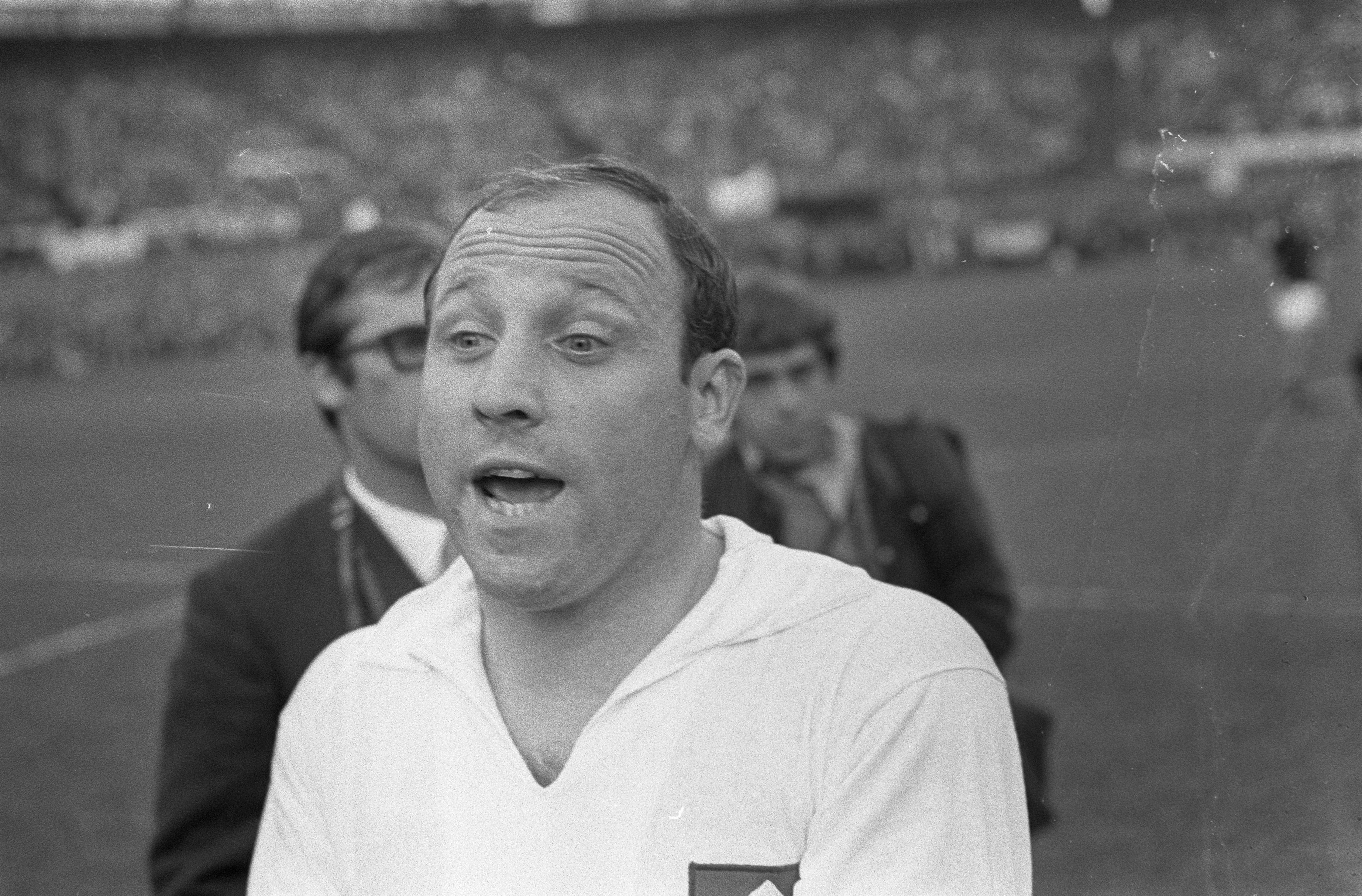
Uwe Seeler es el máximo goleador de la historia del Hamburgo con un total de 490 goles.

Poco después, se formó la primera liga profesional de fútbol de Alemania, la Bundesliga, con Hamburgo como uno de los 16 clubes invitados a unirse a la primera temporada. El club tiene actualmente la distinción de ser el único equipo original de la Bundesliga que ha jugado continuamente en la primera división —sin haber descendido nunca— desde la formación de la liga en 1963 además es el equipo que ha jugado en más oportunidades el campeonato alemán con el antiguo formato a la Bundesliga. Habían compartido ese estatus especial de nunca relegado con el Eintracht Frankfurt y el 1. FC Kaiserslautern hasta 1996, y con el 1. FC Colonia hasta 1998. En total, 49 equipos han ido y venido desde el inicio de la liga. La Bundesliga celebró su 40° aniversario el 24 de agosto de 2004 con un partido entre "El Dinosaurio", como el club ha sido cariñosamente apodado debido a su vejez, y el Bayern de Múnich, el lado más exitoso de la liga.
En agosto de 1963, el HSV derrotó al Borussia Dortmund por 3-0 en el Niedersachsenstadion de Hanover para ganar la primera DFB-Pokal del club. En el mismo mes, el club jugó su primer partido de la Bundesliga, empatando 1-1 contra el Preußen Münster. El equipo terminó la primera temporada de la Bundesliga en sexto lugar, con Uwe Seeler anotando 30 goles para asegurar el Torjägerkanone —máximo goleador—. También fue nombrado Futbolista del Año por segunda vez. Al haber ganado la DFB-Pokal el HSV pudo jugar en la Recopa de Europa 1963-64, donde llegó a los cuartos de final, cayendo ante el Lyon.
En 1967, el HSV volvió a alcanzar la final de la DFB-Pokal donde fueron derrotados 4-0 por el Bayern Múnich. Sin embargo, clasificaron para la Recopa de Europa de la siguiente temporada, donde perdieron ante el A.C. Milan en la final.
En 1970, Seeler fue nombrado Futbolista del Año por tercera vez. Se retiró al final de la temporada 1971-72 frente a 72 000 aficionados en el Volksparkstadion. Terminó su carrera con 137 goles de 239 partidos de la Bundesliga y 507 goles en 587 apariciones en todas las competiciones. En la misma temporada, el HSV jugó en la Copa de la UEFA por primera vez, pero fue eliminado en la primera ronda por el equipo escocés St. Johnstone.

## Los años dorados
En 1973, el Hamburgo ganó la primera edición de la DFB-Ligapokal, superando al Borussia Mönchengladbach por 4-0 en la final. Un año más tarde, llegaron a la final de la DFB-Pokal, donde fueron derrotados por el Eintracht Frankfurt. En 1976, el HSV llegó a otra final de la DFB-Pokal, superando al Kaiserslautern por 2-0 para ganar el trofeo por segunda vez en la historia del club. Al año siguiente, el club logró su primer éxito internacional con una victoria por 2-0 sobre el Anderlecht en la final de la Recopa de Europa 1976-77. El club entonces firmó a la superestrella inglesa Kevin Keegan del campeón europeo Liverpool. Después de pasar gran parte de la década anterior en la mitad de la tabla, el Hamburgo había logrado su mejor posición en la Bundesliga en 1974-75 al terminar cuarto. Esto fue mejorado en 1975-76 con un segundo lugar. La primera temporada de Keegan en el club fue decepcionante con un décimo lugar en liga, sin embargo, el jugador fue nombrado futbolista europeo del año.
En 1978, Branko Zebec fue nombrado entrenador de HSV. El yugoslavo llevó al club a su primer título de la Bundesliga en su primera temporada a cargo. Keegan fue el máximo anotador para el die Rothosen y fue galardonado con el Ballon d'Or por segundo año consecutivo.

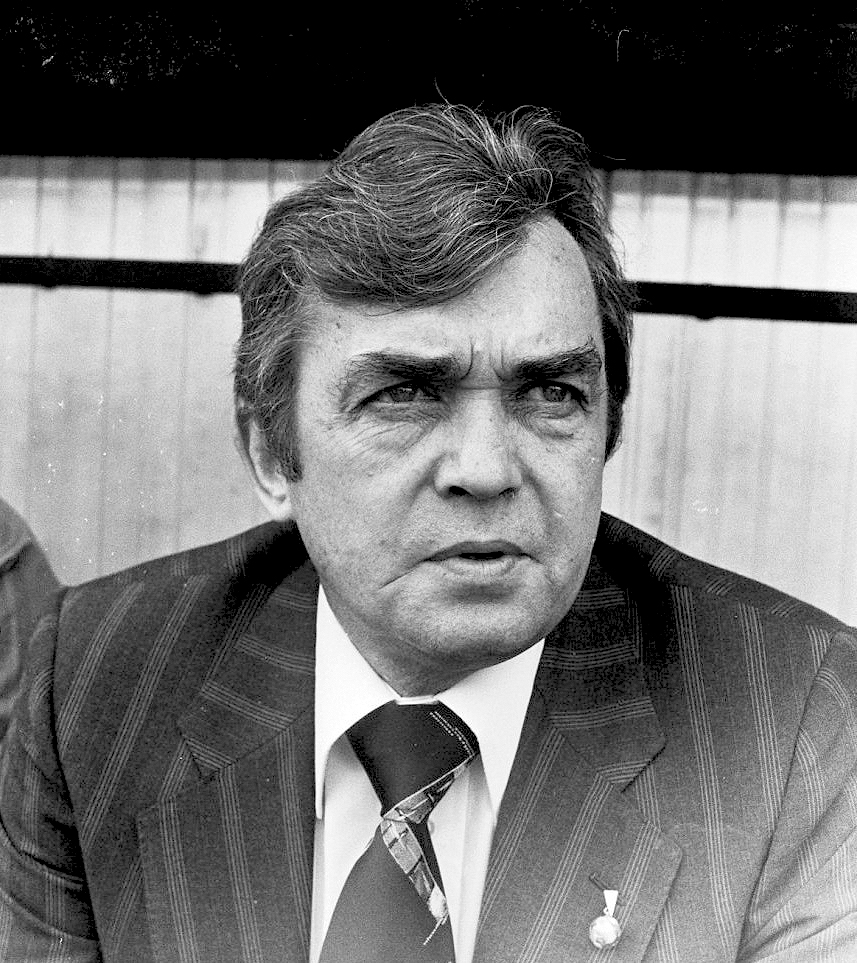
Ernst Happel, el mánager más exitoso del club, ganó la Copa de Europa en 1983, la Bundesliga en 1982 y 1983, y la DFB-Pokal en 1987.

En la temporada 1979-80, el Hamburgo regresó a la Copa de Europa por primera vez desde 1960-61. Como sucedió hace 19 años, el club enfrentó a un equipo español en semifinales. Después de perder por 2-0 en el Santiago Bernabéu, el HSV venció al Real Madrid 5-1 en el Volksparkstadion para clasificarse a la final. El Hamburgo regresó a Madrid para jugar contra el Nottingham Forest en la final, donde fueron derrotados por 1-0. En la Bundesliga, el equipo no logró defender su título por dos puntos, terminando en segundo lugar detrás del campeón Bayern de Múnich.
En diciembre de 1980, el HSV despidió a Zebec, quien había estado luchando con un problema de alcoholismo. Su ayudante, Aleksandar Ristic, fue nombrado mánager interino para el resto de la temporada y obtuvo un merecido segundo puesto en la Bundesliga.
En 1981, el entrenador austriaco Ernst Happel fue nombrado mánager sustituyendo a Zebec. En su primera temporada, su equipo recuperó el título de la Bundesliga y llegó a la final de la Copa de la UEFA, donde perdió 4-0 en el marcador global ante el IFK Göteborg de Suecia.
Entre el 16 de enero de 1982 y el 29 de enero de 1983, el Hamburgo quedó invicto en la Bundesliga. La racha se extendió a través de 36 partidos y se mantuvo este récord en la Bundesliga hasta noviembre de 2013, cuando fue roto por el Bayern de Múnich.
Una tercera Meisterschale —trofeo de la liga alemana— fue conseguida al final de la temporada 1982-83, defendiendo su título contra los rivales alemanes el Werder Bremen por diferencia de gol. El mismo año, el HSV registró su mayor éxito jamás conseguido, derrotando a la Juventus por 1-0 en Atenas para ganar la primera Copa de Europa del club. Ese mismo año fue elegido por la revista World Soccer Magazine como el mejor equipo del mundo.
En diciembre de 1983, el Hamburgo viajó a Tokio donde se enfrentaron al campeón sudamericano Grêmio en la Copa Intercontinental. El club brasileño se llevó el trofeo con un gol a los 93 minutos. De regreso a casa, perdieron la liga contra el VfB Stuttgart por diferencia de gol.
Las temporadas 1984-85 y 1985-86 fueron decepcionantes para el HSV con el club terminando quinto y séptimo, respectivamente. En 1986, el legendario mediocampista Felix Magath, que había jugado para el club durante diez años y había marcado el gol de la victoria en la final de la Copa de Europa de 1983, se retiró del fútbol profesional.
En 1986-87, el Hamburgo terminó segundo en la Bundesliga y ganó su cuarta DFB-Pokal, superando al Stuttgarter Kickers por 3-1 en la final en el Olympiastadion de Berlín Occidental. Después de este éxito, Ernst Happel dejó el club para volver a Austria. Él sigue siendo el entrenador más exitoso de HSV con dos títulos de la Bundesliga, una DFB-Pokal y una Copa de Europa.

## De los años 1990 en adelante

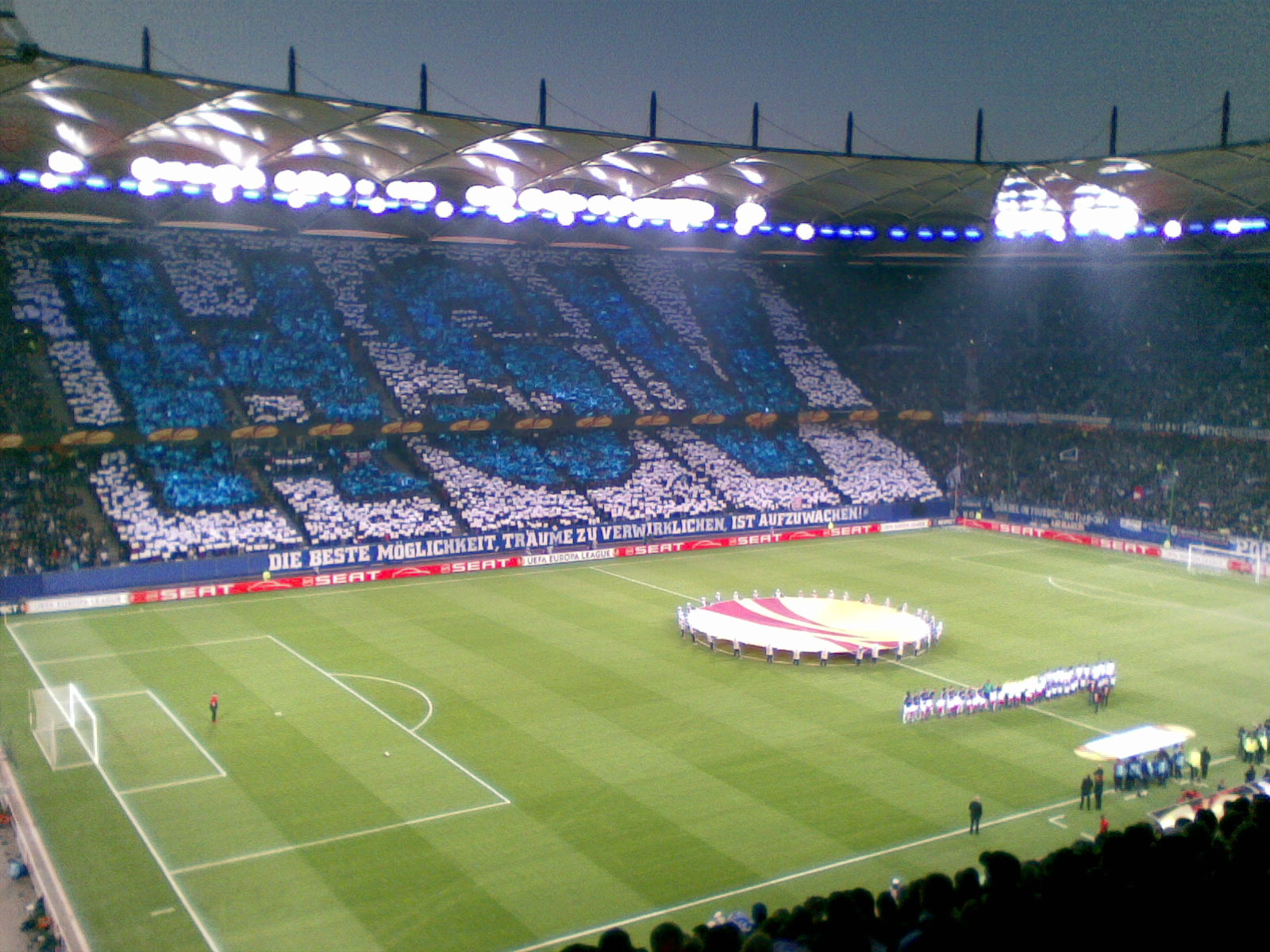
Hamburgo vs Fulham (2010), último partido del club en competiciones europeas.

A principios de los 1990, el Hamburgo se encontró en problemas financieros. La venta de Thomas Doll al Lazio por una cifra récord de 16 millones de Deutsche Marks en junio de 1991 se asegura la supervivencia del club. En el campo, mientras tanto, el equipo estaba en declive. Después de un quinto lugar en 1990-91, el equipo terminó en la mitad inferior de la Bundesliga en cuatro temporadas consecutivas.
En octubre de 1995, Felix Magath regresó al equipo para convertirse en entrenador del club. Al mes siguiente, Uwe Seeler también regresó como presidente del club. Bajo el nuevo régimen, el Hamburgo terminó quinto en la Bundesliga, asegurando la clasificación europea por primera vez en seis años. La temporada siguiente, el HSV alcanzó las semifinales de la DFB-Pokal. En mayo de 1997, sin embargo, Magath fue despedido tras una derrota por 4-0 ante el 1. FC Colonia con el equipo un lugar por encima de la zona de descenso. El club finalmente terminó en el puesto 13° con el entrenador del equipo reserva Ralf Schehr.
En 1997, el Hamburgo nombró a Frank Pagelsdorf, entrenaría al equipo por más de cuatro años, haciéndose el mánager con más permanencia desde Ernst Happel. El noveno lugar en 1997-98 fue seguido por el séptimo en 1998-99 y el tercero en 1999-2000, el mejor desempeño del equipo desde 1986-87.
El 2 de septiembre de 2000, el nuevo Volksparkstadion fue inaugurado oficialmente, ya que la selección nacional disputó su primera eliminatoria de la Copa Mundial de la FIFA 2002 ante Grecia.
En 2000-01, el equipo participó en la UEFA Champions League por primera vez desde la expansión de la competición de la vieja Copa de Europa. Su primer partido fue un extraordinario empate 4-4 contra la Juventus, con Anthony Yeboah anotando el primer gol del club en la Liga de Campeones. Aunque el Hamburgo no pudo clasificarse para la segunda ronda, lograron una histórica victoria por 3-1 sobre la Juventus en el partido de vuelta en el Stadio delle Alpi.
En julio de 2003, el HSV ganó su primer trofeo en 16 años con una victoria por 4-2 ante el Borussia Dortmund en la DFB-Ligapokal.
En agosto de 2004, el equipo fue eliminado en las primeras rondas de la DFB-Pokal por el SC Paderborn equipo de la liga regional. El partido se convirtió en uno de los más infames en la reciente historia del fútbol cuando se descubrió que el árbitro Robert Hoyzer había aceptado dinero de un sindicato croata de juegos de azar para arreglar el partido, lo hizo, concediendo dos penaltis al Paderborn y expulsando al jugador del HSV, Émile Mpenza. Se convirtió en el mayor escándalo en el fútbol alemán en más de 30 años, y fue una vergüenza para el país, ya que se preparaba para ser sede de la Copa Mundial de 2006.
Otro tercer puesto en 2005-06 vio al Hamburgo clasificarse para la Liga de Campeones por segunda vez. Terminaron en el fondo del Grupo G con solo una victoria contra el CSKA Moscú ruso. En la liga, el equipo estaba en el 17° lugar en invierno, solo ganando un partido durante toda la temporada, lo que llevó al despido del entrenador Thomas Doll. Con el nuevo entrenador Huub Stevens, el HSV se retiró de la zona de descenso y se clasificó para la Copa de la UEFA con un séptimo lugar y la victoria en la Copa Intertoto de la UEFA. La temporada siguiente, Stevens llevó al equipo al cuarto lugar en la Bundesliga antes de salir para tomar el relevo al campeón neerlandés PSV en Eindhoven. Fue sustituido por Martin Jol, que llevó al equipo a las semifinales tanto de la Copa de la UEFA 2008-09 como de la DFB-Pokal 2008-09, donde los "die Rothosen" perdieron ante sus rivales el Werder Bremen. En la liga perdieron la clasificación a la Liga de Campeones en el último día de la temporada. En verano de 2009, después de sólo una temporada, Jol partió para convertirse en entrenador del Ajax.
Bajo el nuevo entrenador Bruno Labbadia, el equipo alcanzó las semifinales de la Copa de la UEFA (ahora rebautizada UEFA Europa League) por segunda temporada consecutiva. Sin embargo, una derrota en el partido de ida contra el Fulham días después del despido de Labbadia negó el club la oportunidad de jugar la final, que se celebró en su estadio local.

## Período oscuro: primer descenso
El 13 de octubre de 2011, Thorsten Fink fue nombrado entrenador con el equipo en la zona de descenso después de perder seis de sus ocho partidos inaugurales. En los primeros nueve partidos del HSV bajo el mandato de Fink estaban invictos, entrando en el paro de invierno en el puesto 13°. El equipo acabó 15.º, evitando un primer descenso por cinco puntos. Para conmemorar el 125.º aniversario de la institución, la Liga Total Cup se disputará íntegramente en su estadio. En 2012-13, el HSV registró un mejor resultado en el séptimo lugar, en gran parte debido a la capacidad de Heung-Min Son de marcar goles cruciales. Durante la temporada, sin embargo, el equipo igualó la peor derrota del club en la Bundesliga, perdiendo 9-2 en el Allianz Arena ante el Bayern de Múnich.
Fink fue sustituido el 25 de septiembre de 2013 por Bert van Marwijk, que en la misma temporada fue reemplazado por Mirko Slomka el 17 de febrero de 2014. Bajo Slomka, el club evitó estrechamente su primer descenso de la Bundesliga en mayo de 2014 al derrotar al Greuther Fürth en un play-off.
Durante la temporada 2014-15 el Hamburgo tuvo la peor campaña de su historia, el club terminó en la 16.ª posición de la Bundesliga con 17 derrotas, 8 empates y sólo 9 victorias, por lo que tuvo que jugar la promoción ante el Karlsruher SC para permanecer en la primera división. En el partido de ida en Hamburgo, igualaron 1-1 por lo que todo se definió en el partido de vuelta. El Karlsruher que hacía de local se puso en ventaja con un gol a 12 minutos del final por lo que el Hamburgo estaba a punto de descender por primera vez en su historia, sin embargo, en el último minuto de partido, el jugador chileno Marcelo Díaz marcó un increíble gol de tiro libre llevando el partido al tiempo extra y salvando al Hamburgo del descenso. Ya en el segundo tiempo extra Nicolai Müller marcó el segundo gol del Hamburgo sellando la victoria por 2-1. Sin embargo, el verdadero héroe fue el portero René Adler, que paró un penalti del conjunto local en el último minuto de la prórroga. Con el 2-1 final, el Hamburgo logró salvar el descenso.
El 12 de mayo de 2018 se encontraba penúltimo a 2 puntos del Wolfsburgo, que estaba en zona de promoción. Hamburgo necesitaba ganar y que Wolfsburgo pierda su partido ante Colonia. Pero no fue así, el Wolfsburgo goleó 4-1 al Colonia, y pese a la victoria 2-1 del Hamburgo ante el Gladbach, sus números en la temporada 2017-18 fueron de 19 derrotas, 7 empates y 8 victorias para un total de 31 puntos en 34 partidos disputados por lo que descendieron por primera vez en su historia y el mítico reloj del Volksparkstadion que acumulaba los años, meses, días, minutos, y segundos que tenía el club en sus 55 temporadas seguidas en primera división se detuvo por descenso.

## Nueva era: Estancia en segunda
Tras el descenso a segunda por primera vez, el equipo se reconstruyó para volver al año siguiente a la Bundesliga. Se les fueron piezas importantes como Nicolai Müller, Alen Halilovic, Filip Kostić o Bobby Wood (Estos dos últimos cedidos) pero pudieron cubrir sus bajas con jugadores como el español Jairo Samperio, el suizo Léo Lacroix o el Surcoreano Hwang Hee-Chan.
El estreno no fue el esperado ya que perdieron por 0-3 ante el Holstein Kiel, pero a partir del estreno empezaron las victorias del equipo ganándole a equipos como el S.V. Sandhausen y el histórico Arminia Bielefeld hasta la fecha estaban en 3 posición a la espera de jugar contra el Dresde, el partido se aplazó.
El 22 de octubre de 2018, el entrenador del primer equipo Christian Titz fue cesado debido a los malos resultados ocupando un puesto en la tabla en la que no le correspondía haciendo malos partidos destacando una derrota abultada ante el SSV Jahn Ratisbona por un contundente 0-5. Desde ese partido en casa Titz estaba observado bajo lupa, el equipo no levantó cabeza y el empate ante el Bochum fuera de casa fue el punto final a la etapa del entrenador germano en equipo hanseático. Le sustituyó el joven entrenador Hannes Wolf ex del Borussia Dortmund y Stuttgart entre otros, tras ese partido llega una de las mejores rachas del equipo que le colocan como líder, haciendo que varios jugadores sean vigilados por grandes equipos del Viejo Continente.
Hasta la fecha de Navidad acabaron como campeón de invierno por delante del F. C. Colonia con un punto de ventaja y teniendo más cerca el sueño de volver a la Bundesliga. El equipo llega a esas fechas en un gran momento de forma a pesar de las numerosas lesiones de gravedad.
La segunda parte de la temporada no fue la deseada por todos, pese a seguir líderes perdían la ventaja de puntos que tenía con el segundo clasificado. A falta de cuatro jornadas para que acabe la temporada el Hamburgo sale de los puestos de ascenso directo tras haber perdido contra el 1. FC Union Berlin fuera de casa y siendo un partido importante contra un rival directo, a la jornada siguiente también sale del puesto que da opción a jugar la promoción de descenso tras perder en casa ante el FC Ingolstadt 04 por un contundente 0-3 dejando casi imposible la opción de volver a la Bundesliga. El sueño acabó el 12 de mayo en Paderborn tras haber perdido por 4-1, eso hizo que los locales volvieran a jugar en la élite alemana y el HSV no lo hiciera.